# Gundel Paulsen
Gundel Paulsen (* 9. Oktober 1926 in Borby bei Eckernförde; † 7. September 2018 in Husum) war eine deutsche Pädagogin und Herausgeberin von Anthologien.

## Leben
Gundel Paulsen, geb. Martensen, Ururgroßnichte des Föhrer Laienmalers Oluf Braren und Nichte des Unternehmers und Laienforschers Lorenz Braren, wuchs an der Eckernförder Bucht, später in Flensburg-Mürwik und Flensburg-Jürgensby auf. Nach der Schulzeit von 1933 bis 1945 besuchte sie von 1947 bis 1949 die Pädagogische Hochschule in Flensburg. Anschließend war sie in Handewitt, Flensburg und Hamburg im Schuldienst tätig, aus dem sie 1957 ausschied, um sich der Erziehung ihres Sohnes widmen zu können.
Sie war seit 1951 mit dem Dipl.-Volkswirt Ingwert Paulsen (1924–2014) verheiratet, verzog 1969 nach Neuwied am Rhein und 1973 zunächst nach Kiel und dann nach Husum, wo aus der Neugründung der Husum Druck- und Verlagsgesellschaft aus der Druckerei Friedrich Petersen die Verlagsgruppe Husum entstand, in der sie zahlreiche Anthologien mit Weihnachtsgeschichten und Kindheitserinnerungen aus verschiedenen deutschen Regionen herausgab.

## Werke

### Weihnachtsgeschichten
- Weihnachtsgeschichten aus Schleswig-Holstein 1, Husum Verlag, ISBN 978-3-89876-008-9
- Weihnachtsgeschichten aus Schleswig-Holstein 2, Husum Verlag, ISBN 3-88042-079-3
- Weihnachtsgeschichten aus Hamburg, Husum Verlag, ISBN 978-3-88042-025-0
- Weihnachtsgeschichten aus Bremen, Husum Verlag, ISBN 978-3-88042-042-7
- Weihnachtsgeschichten aus Niedersachsen, Husum Verlag, ISBN 978-3-88042-043-4
- Weihnachtsgeschichten aus Mecklenburg, Husum Verlag, ISBN 978-3-88042-108-0
- Weihnachtsgeschichten aus Brandenburg, Husum Verlag, ISBN 978-3-88042-140-0
- Weihnachtsgeschichten aus Berlin, Husum Verlag, ISBN 978-3-88042-139-4
- Weihnachtsgeschichten aus Sachsen-Anhalt, Husum Verlag, ISBN 978-3-88042-757-0
- Weihnachtsgeschichten aus Thüringen, Husum Verlag, ISBN 978-3-88042-615-3
- Weihnachtsgeschichten aus Sachsen, Husum Verlag, ISBN 978-3-88042-526-2
- Weihnachtsgeschichten aus Hessen, Husum Verlag, ISBN 978-3-88042-106-6
- Weihnachtsgeschichten aus Westfalen, Husum Verlag, ISBN 978-3-88042-063-2
- Weihnachtsgeschichten aus dem Rheinland und der Pfalz, Husum Verlag, ISBN 978-3-88042-171-4
- Weihnachtsgeschichten vom Niederrhein, Husum Verlag, ISBN 978-3-88042-077-9
- Weihnachtsgeschichten aus Baden, Husum Verlag, ISBN 3-88042-279-6
- Weihnachtsgeschichten aus Württemberg, Husum Verlag, ISBN 3-88042-206-0
- Weihnachtsgeschichten aus Schwaben, Husum Verlag, ISBN 978-3-88042-474-6
- Weihnachtsgeschichten aus Bayern, Husum Verlag, ISBN 978-3-88042-429-6
- Weihnachtsgeschichten aus München, Husum Verlag, ISBN 978-3-88042-386-2
- Weihnachtsgeschichten aus Franken, Husum Verlag, ISBN 978-3-88042-333-6
- Weihnachtsgeschichten aus Pommern, Husum Verlag, ISBN 978-3-88042-062-5
- Weihnachtsgeschichten aus Ostpreußen, Husum Verlag, ISBN 978-3-88042-078-6
- Weihnachtsgeschichten aus Schlesien, Husum Verlag, ISBN 978-3-88042-172-1
- Weihnachtsgeschichten aus Oberschlesien, Husum Verlag, ISBN 3-88042-180-3
- Weihnachtsgeschichten aus dem Sudetenland, Husum Verlag, ISBN 978-3-88042-251-3
- Schleswig-Holsteinisches Weihnachtsbuch, Husum Verlag, ISBN 978-3-88042-786-0
- Krippengeschichten aus Deutschland, Husum Verlag, ISBN 978-3-88042-568-2

### Kindheitserinnerungen
- Kindheitserinnerungen aus Hamburg, Husum Verlag, ISBN 978-3-88042-170-7
- Kindheitserinnerungen aus Berlin, Husum Verlag, ISBN 978-3-88042-546-0
- Kindheitserinnerungen aus Köln, Husum Verlag, ISBN 978-3-88042-655-9
- Kindheitserinnerungen aus Westfalen, Husum Verlag, ISBN 978-3-88042-192-9
- Kindheitserinnerungen vom Niederrhein, Husum Verlag, ISBN 978-3-88042-632-0
- Kindheitserinnerungen aus Pommern,  Husum Verlag, ISBN 978-3-88042-420-3
- Kindheitserinnerungen aus Ostpreußen, Husum Verlag, ISBN 978-3-88042-352-7
- Kindheitserinnerungen aus Schlesien, Husum Verlag, ISBN 978-3-88042-454-8
- Kindheitserinnerungen aus Sachsen, Husum Verlag, ISBN 978-3-88042-601-6